# Pedagoška fakulteta v Vranju
Pedagoška fakulteta (izvirno srbsko Учитељски факултет у Врању ), s sedežem v Vranju, je fakulteta, ki je članica Univerze v Nišu.